# Microserica nigropicta
Microserica nigropicta är en skalbaggsart som beskrevs av Leon Fairmaire 1891. Microserica nigropicta ingår i släktet Microserica och familjen Melolonthidae. Inga underarter finns listade i Catalogue of Life.